# Ludwig Heigl
Ludwig Heigl (* 12. April 1895 in Metten; † 28. Februar 1963 in ebenda) war ein deutscher Politiker (CSU). er war von 1950 bis 1954 Mitglied des Bayerischen Landtages.

## Leben
Heigl besuchte die Volks- und Fortbildungsschule und übte bis zur Einberufung zum Wehrdienst im Januar 1915 eine Tätigkeit zu Hause aus. Nach vier Verletzungen im Ersten Weltkrieg erfolgte 1918 die Entlassung und er übernahm die Bäckerei und 1929 zudem das landwirtschaftliche Anwesen seiner Schwiegereltern. Er war im Bayerischen Bauern- und Mittelstandsbund aktiv und kam 1924 in den Gemeinderat. Im Jahr 1929 wurde er Zweiter Bürgermeister und Mitglied des Bezirkstages. Wegen „politischer Unzulässigkeit“ verlor er 1933 seine Ämter. Zum 1. Mai 1933 trat er der NSDAP bei (Mitgliedsnummer 2.660.439), aber offenbar Juli 1941 wieder aus. Im Zweiten Weltkrieg war er in den Jahren 1939 und 1940 bei der Wehrmacht und danach seit 1945 Bürgermeister sowie seit 1948 Mitglied des Kreistages. Am 31. Mai 1948 erfolgte eine einstimmige Wahl zum Landrat des Kreises Deggendorf.
Heigl war vom 27. November 1950 bis zum 12. Dezember 1954 für den Stimmkreis Deggendorf-Stadt, Deggendorf-Land Mitglied des Bayerischen Landtages sowie der dortigen CSU-Fraktion. Im Landtag war er des Weiteren Mitglied des Ausschusses für Grenzlandfragen, des Ausschusses für Sozialpolitische Angelegenheiten und stellvertretendes Mitglied des Zwischenausschusses.